# Săveni
Săveni est une petite ville roumaine du județ de Botoșani, dans la région de la principauté de Moldavie. On y retrouve, notamment, un musée d'archéologie.
La ville est le siège administratif de cinq villages : Bodeasa, Bozieni, Chișcăreni, Petricani et Sat Nou.